# Le mummie viventi
Le mummie viventi è il sesto libro della saga Horrorland, di Piccoli Brividi, scritta da R.L. Stine.

## Trama
La storia inizia con Peter e Abby, fratello e sorella, che giocano con le pistole ad acqua. La nonna Vee interrompe il loro gioco per annunciare loro che per due settimane dovranno trasferirsi da loro zio Jonathan, in un paesino. I ragazzi, malgrado siano preoccupati per la salute della nonna, accettano.
Una volta arrivati, i ragazzi vengono messi in guardia da una strana donna che dice di sentire degli strani lamenti provenienti dalla casa dello zio. Poco dopo arriva un uomo in carrozza che dice di essere lo zio, e li porta in una casa su una collina, piena di pipistrelli che girano intorno e tanti manufatti egizi all'interno, tra cui la ricostruzione di un tempio egizio nel seminterrato, con una mummia di un bambino: Ka-ran-Tut.
I due ragazzi fanno conoscenza con la governante, Sonja, e il gatto di casa, Cleopatra.
Un giorno, Abby vede i pipistrelli assalire un uomo che si era avvicinato alla casa. Jonathan dirà che quello era un ladro, e che i pipistrelli fanno da guardia alla casa.
Dopo qualche tempo, per sbaglio Abby disintegrerà il gatto di casa spruzzandogli contro un getto d'acqua. Spaventata dall'accaduto, decide di scappare insieme al fratello e di giustificarsi con lo zio dicendogli che la nonna Vee li aveva richiamati a casa. I due trovano lo zio, in una stanza piena di sarcofagi che si lamentano e urlano, nell'atto di mangiare le membra di una mummia.
I ragazzi scappano fuori, e in paese rivedono l'uomo che era stato attaccato dai pipistrelli. Si fanno dare un passaggio dalla donna matta che inizialmente li aveva avvertiti di non fidarsi dello zio, ma la donna li riporta a casa di Jonathan: questi rivela che lui, la matta e la governante Sonja sono tre antichi egizi che avevano scoperto il segreto dell'immortalità, ma che per mantenersi in questo stato dovevano divorare le mummie e assumere una proteina che era contenuta nei capelli dei due ragazzi.
L'uomo precedentemente attaccato dai pipistrelli e reincontrato in paese poco prima si ripresenta ai ragazzi e dice di essere il loro vero zio.
Abby, ricordandosi di aver disintegrato il gatto con l'acqua, uccide i tre egizi con uno sputo d'acqua e insieme a Peter torna a casa della nonna Vee, sempre più malata. La storia si conclude con Abby che dà alla nonna un po' di membra di mummia per renderla immortale.

## Edizioni
- R. L. Stine, Le mummie viventi, traduzione di Alessandra Orcese, collana Horrorland, Arnoldo Mondadori Editore, 2009,  p. 168, ISBN 978-88-04-58787-3.